# Heinz Handschick
Heinz Handschick (* 21. September 1931 in Schlepzig; † 22. Januar 2022 in Berlin) war ein deutscher Gebrauchsgrafiker und Illustrator.

## Leben und Werk
Handschick studierte von 1951 bis 1954 Grafik an der Fachschule für Angewandte Kunst Berlin-Oberschöneweide. 1955 holte ihn Hannes Hegen als Illustrator zur Zeitschrift „Mosaik“, wo er bis 1958 blieb. Danach arbeitete er als Mitglied des Verbands Bildender Künstler der DDR als freischaffender Grafiker und Illustrator in Berlin-Altglienicke. Handschick gehörte zu den produktivsten Buchillustratoren und Plakatkünstlern der DDR und entwarf u. a. auch Fernsehgrafik. Vor allem als Gestalter von Filmplakaten erlangte er international Ansehen. Er gehörte zu den „neuen, unverbrauchten und mit hohem Anspruch herangehenden“ Grafikern, die die „altgedienten und bis dahin fast pausenlos eingesetzten Grafiker“ ablösten. Handschick entwarf von 1960 bis 1990 einhundertfünfzig Filmplakate.
Nach der deutschen Wiedervereinigung blieben solche Aufträge aus, und Handschick orientierte er sich als Maler und Zeichner radikal neu.
Handschick war seit 1966 mit der Malerin und Grafikerin Brigitte Handschick verheiratet. Befreundet war er vor allem mit dem Maler Lothar Böhme. Arbeiten Heinz Handschicks befinden sich u. a. in der Kunstsammlung Pankow.

## Ehrungen
- mehrfach Preisträger in den Wettbewerben „Die 100 Besten Plakate des Jahres“ und „Schönste Bücher des Jahres“
- 1980: Verdienstmedaille der DDR
- 1983: Kunstpreis der DDR
- 2010: Egmont-Schaefer-Preis

## Rezeption
„Er stammt aus einer grafischen Berufswelt, die noch ohne jede digitale Hilfe ausgekommen ist, die Bildern und Texten mit der Schere zu Leibe rückten und diese Fragmente solange auf einem Bogen Papier verschoben, bis sie an der richtigen Stelle saßen.“
„Heinz Handschicks Handzeichnungen verraten keinerlei Berührungsängste mit dem Neuen — weder bildsprachlich noch bildtechnisch. Mit künstlerischer Neugier bringt der fast 90-jährige zeichenhafte Malereien wie auch malerische Zeichnungen hervor, die nicht nur auf reiner Handarbeit beruhen. Handschick erpixelt sich die Welt, unerschrocken wie Pippi Langstrumpf und weise wie Kronos.“

## Buchillustrationen (Auswahl)
- Hans Ahner: Start frei zum Testflug. Verlag Neues Leben, Berlin, 1960
- Helmut Hanke: Das unbeständige Feigenblatt Kleidung gestern, heute, morgen. Verlag Neues Leben, Berlin, 1960 (mit Wolfgang Würfel)
- Ernst Keienburg: Der Mann, der Abd el Kerim hieß. Verlag der Nation, 1961
- Hans Ahner: Söhne des Ikarus. Verlag Neues Leben, 1963
- Wladyslaw St. Reymont: Die Komödiantin. Verlag der Nation, Berlin, 1963
- Wladyslaw St. Reymont: Die Herrin. Verlag der Nation. Berlin, 1969
- Uwe Kant: Die liebe lange Woche. Der Kinderbuchverlag Berlin, 1971
- Helga und Hansgeorg Meyer: MZ-Geschichten. Der Kinderbuchverlag, Berlin, 1972 (Die kleinen Trompeterbücher 92)
- Klaus Beuchler: Parole Feuerstein oder Die zwölf Monde des Gwendolin Zeising. Der Kinderbuchverlag, Berlin, 1972
- Gerhard Holzapfel: Pflanzen, Tiere und Maschinen. Der Kinderbuchverlag, Berlin, 1974
- Klaus Beuchler: Pirat mit Hindernissen. Der Kinderbuchverlag, Berlin, 1974
- Sibylle Durian: Tagebuch eines Raubritters. Der Kinderbuchverlag, Berlin, 1975
- José Martí: Die Krabbe, die zaubern konnte. Der Kinderbuchverlag, Berlin, 1977
- Diego Viga: Weltreise in den Urwald. Mitteldeutscher Verlag, Halle-Leipzig, 1979
- Herbert Scurla (Hrsg.): Durch das Land der Azteken. Berichte deutscher Reisender des 19. Jahrhunderts aus Mexiko und Guatemala. Verlag der Nation, Berlin, 1978
- Werner Bauer: Arne boxt sich durch. Der Kinderbuchverlag, Berlin, 1978
- Anatoli Alexin: Mein schönster Tag. Der Kinderbuchverlag, Berlin 1979
- Martin Selber: Die Geschichte der Clarissa S. Mitteldeutscher Verlag, Halle-Leipzig, 1980
- Roland Neumann: Entdeckungsfahrt. Der Kinderbuchverlag, Berlin, 1982
- Diego Viga: Der Freiheitsritter. Entwicklungsgeschichte eines älteren Herren. Mitteldeutscher Verlag, Halle – Leipzig, 1982
- Klaus Beuchler: Typ mit Stacheln. Eine Berliner Geschichte. Der Kinderbuchverlag, 1982
- Wsewolod Nestajko: Das Geheimnis der drei Unbekannten. Der Kinderbuchverlag, Berlin, 1984
- Diego Viga: Die Indianer. Roman. Mitteldeutscher Verlag, Halle/Leipzig, 1984
- Erich Wustmann: Taowaki. Abenteuer einer jungen Indianerin. Mitteldeutscher Verlag, Halle-Leipzig, 1984
- Erich Wustmann: Die junge Sonne Koata. Eine indianische Liebesgeschichte. Mitteldeutscher Verlag, Halle-Leipzig, 1985
- Kir Bulytschow: Das Mädchen aus der Zukunft. Der Kinderbuchverlag Berlin, 1987
- Hannes Hüttner: Der Schatz. Der Kinderbuchverlag, 1988
- Olga Krystewa: Der Traumhund. Der Kinderbuchverlag Berlin, 1988
- Wsewolod Nestaiko: Das Geheimnis der drei Unbekannten. Der Kinderbuchverlag, Berlin, 1988

## Schallplattenhüllen (Auswahl)
- 1962: Maxim Gorki: Nachtasyl – Regie: Maxim Vallentin (Hörbuch – Eterna)
- 1963: Joachim Kupsch: Die galanten Abenteuer Münchhausens – Regie: Dietrich Liebscher (Hörbuch – Litera)
- 1965: Irgendwer hat einmal gesagt ... Anekdoten aus aller Welt – Regie: Heinz Bonacker (Hörbuch – Litera)

## Ausstellungen (unvollständig)

### Einzelausstellungen
- 1979: Berlin, Galerie am Prater („Plakate“)
- 2010: Berlin, Galerie im Turm (Zeichnungen)
- 2011: Cottbus, Brandenburgische Kunstsammlungen („Heinz Handschick – Handzeichen“)
- 2012: Berlin, Galerie Parterre („Fiktionen – Ficciones“; mit Semir Alschausky)
- 2018: Berlin, Hegenbarth-Sammlung („Handzeichnungen. Arbeiten auf Leinwand und Papier aus dem Jahrzehnt von 2008 bis 2018“)[5]

### Ausstellungsbeteiligungen
- 1960 bis 1986: Berlin, fünf Bezirkskunstausstellungen

- 1965: Berlin („Junge Gebrauchsgrafiker in der Deutschen Akademie der Künste“)
- 1967 bis 1988: Dresden, VI. bis X. Deutsche Kunstausstellung bzw. Kunstausstellung der DDR
- 1978: Berlin, Galerie am Prater („Berliner Grafik VI“)
- 1979: Berlin, Galerie im Prater („Berlin im Bild 1949–1979“)
- 1979: Berlin, Ausstellungszentrum am Fernsehturm („Die Buchillustration in der DDR. 1949–1979“)
- 1980: Berlin, Galerie im Prater („Frühe Werke I 1954–1964“)
- 1984: Berlin, Altes Museum („Alltag und Epoche“)
- 1985: Berlin, Nationalgalerie („Auf gemeinsamen Wegen“)
- 2010 bis 2011: Cottbus, Kunstmuseum Dieselkraftwerk („Schräg gegenüber. Plakate von Helmut Brade, Erhard Grüttner, Heinz Handschick, Günther Kieser, Uwe Loesch, Holger Matthies, Volker Pfüller, Gunter Rambow“)